# Неелова, Елизавета Сергеевна
Елизавета Сергеевна Неелова (урождённая Бутурлина; 1760-е — после 1838) — русская писательница и поэтесса конца XVIII — начала XIX века.

## Биография
Одна из дочерей Сергея Петровича Бутурлина (1725—1786) от его первой жены. О её детстве и отрочестве информации практически не сохранилось, да и прочие биографические сведения о ней весьма скудны и отрывочны; известно лишь, что Елизавета Бутурлина приходилась родной сестрой писательнице Анне Сергеевне Жуковой, жене поэта Василия Михайловича Жукова.
В юных годах Бутурлина вышла замуж за майора Василия Ивановича Неелова и очень скоро овдовела. После смерти мужа жила у сестры Анны в селе Желене и помогала ей в её литературных трудах. В московском журнале «Иппокрена, или Утехи любословия» за 1799 год было напечатано стихотворение Е. Нееловой «Элегия на смерть супруга и болезнь сестры», подписанное «Ел. Н—ва» и имеющее автобиографическое значение.
Кроме вышеупомянутой «Элегии», Елизавете Сергеевне Нееловой принадлежит несколько прозаических статей (подписанных подписаны «Ел…а H…а. Село Желень») в «Иппокрене» 1801 года: «Посредственность», «Горесть, Печаль, Неприятность» (из Энциклопедии) и «Разные мысли».
Около 1806 года Неелова приобрела в Московской губернии сельцо Хорошилово, где и жила с сестрой Верой. Их соседка Е. П. Янькова вспоминала, что Неелова была «высокого роста, полная, и лицом недурна, сестра её среднего роста, худенькая, тоже недурна собою, и обе очень как-то странно одевались, по-иногородному, а не по-нашему». У себя в имении Неелова ходила в шинели и в ночном колпаке, та что издали её можно было принять за мужчину.